# Garth Ennis

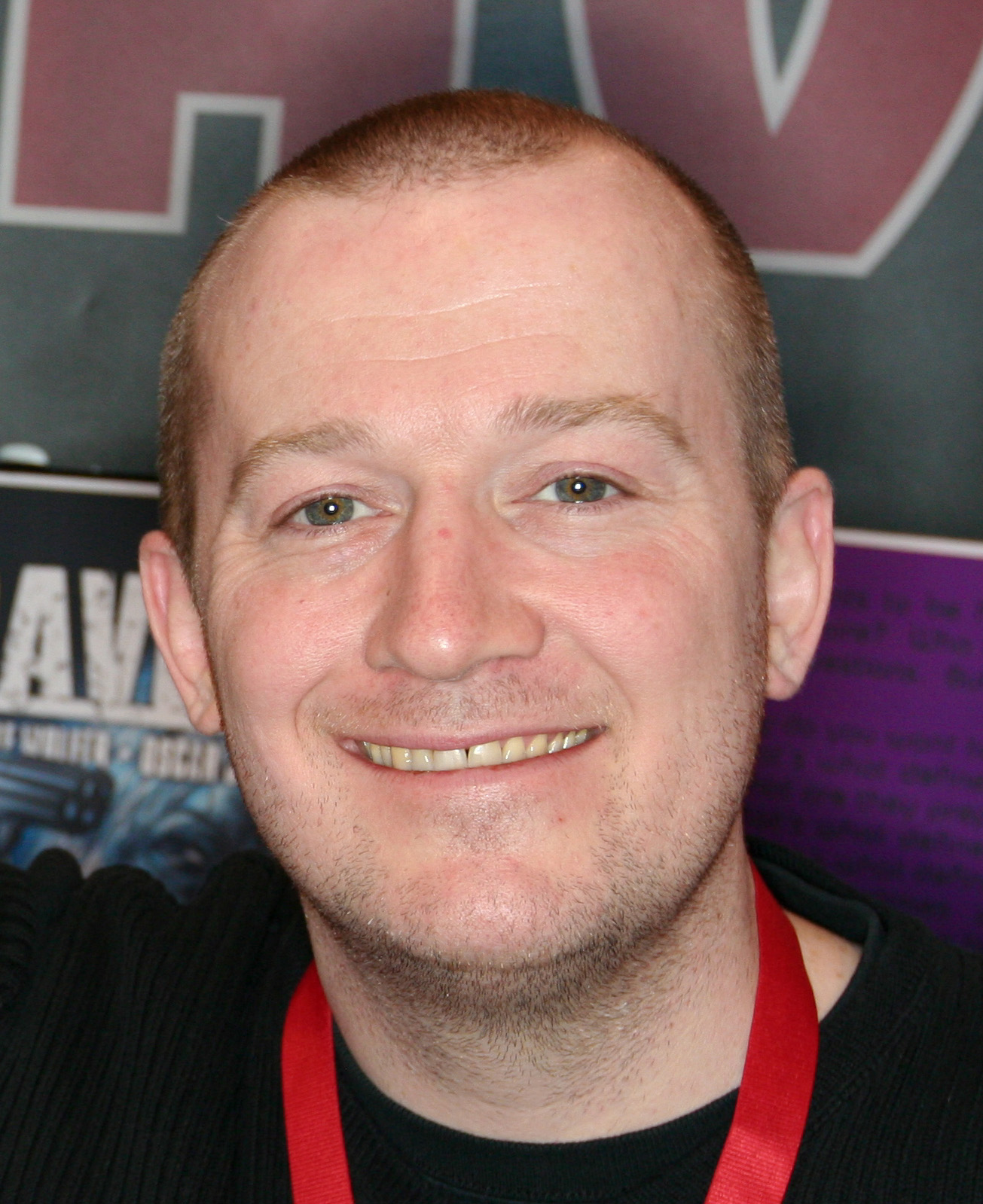
Garth Ennis

Garth Ennis (ur. 16 stycznia 1970) – irlandzki twórca komiksów, najlepiej znany ze swych prac dla wydawnictwa DC / Vertigo, gdzie tworzył, wraz z rysownikiem Steve’em Dillonem serię Kaznodzieja. Uznanie przyniosła mu też praca nad serią Punisher, oraz takimi komiksami jak Hellblazer, autorski Hitman, Judge Dredd, The Authority i wiele innych.
Jego prace odznaczają się czarnym humorem, przerysowaną przemocą, sprzeciwem wobec zorganizowanej religii, obrazoburczością i eksploracją wątków o zabarwieniu homoseksualnym.
Ennis z Dillonem wspólnie stworzyli postać Kaznodziei – teksańskiego pastora, który wraz z przyjacielem wampirem poszukuje Boga. Seria Kaznodzieja, która z czasem stała się bestsellerowa, wydawana była również przez Vertigo, od kwietnia 1995 do października 2000. Łącznie ukazało się 66 zeszytów ponurej i brutalnej serii komiksów tylko dla dorosłych, rysowanej przez Dillona w sposób realistyczny, a nawet naturalistyczny. Otrzymała siedem nominacji oraz jedną Nagrodę Eisnera – w 1999 roku dla „najlepszej regularnej serii”. Dillon otrzymał też nominację do tej nagrody jako najlepszy rysownik (w 1996).
W 2016 pojawił się serial telewizyjny Preacher stanowiący adaptację komiksu Kaznodzieja. Twórcami, emitowanego przez telewizje AMC serialu byli Sam Catlin, Evan Goldberg i Seth Rogen, a w roli tytułowej wystąpił Dominic Cooper.

## Polska bibliografia

### Albumy i wydania zbiorcze
- 2002 – Kaznodzieja. Tom 1: Zdarzyło się w Teksasie (Egmont)
- 2002 – Kaznodzieja. Tom 2: Nowojorscy gliniarze (Egmont)
- 2002 – Pielgrzym (Mandragora)
- 2002 – Hitman (Mandragora)
- 2003 – Kaznodzieja. Tom 3: Aż do końca świata (Egmont)
- 2003 – Pielgrzym: Rajski ogród (Mandragora)
- 2003 – Kaznodzieja. Tom 4: Łowcy (Egmont)
- 2003 – Spider-Man. Splątana sieć 2: Zemsta tysiąca (Egmont)
- 2004 – Kaznodzieja. Tom 5: Dumni Amerykanie (Egmont)
- 2004 – Hitman: 10.000 pestek (Mandragora)
- 2004 – Kaznodzieja. Tom 6: Dawne dzieje: Święty od morderców (Egmont)
- 2004 – Pro. (Egmont)
- 2004 – Pielgrzym. Wydanie kolekcjonerskie (Mandragora)
- 2005 – Kaznodzieja. Tom 7: Dawne dzieje: Historia Sam Wiesz Kogo (Egmont)
- 2005 – Kaznodzieja. Tom 8: Krew i whiskey (Egmont)
- 2005 – Kaznodzieja. Tom 9: Na południe (Egmont)
- 2006 – Kaznodzieja. Tom 10: Wojna w słońcu (Egmont)
- 2006 – Kaznodzieja. Tom 11: Salvation (Egmont)
- 2006 – Hitman. Wydanie kolekcjonerskie (Mandragora)
- 2006 – The Punisher. Wydanie kolekcjonerskie (Mandragora)
- 2006 – The Punisher: Born. Wydanie kolekcjonerskie (Mandragora)
- 2006 – Darkness. Wydanie kolekcjonerskie #1 (Mandragora)
- 2007 – Kaznodzieja. Tom 12: Całe piekło nadchodzi (Egmont)
- 2007 – Kaznodzieja. Tom 13: Alamo (Egmont)
- 2007 – Lobo. Wydanie kolekcjonerskie (Mandragora) – współautor
- 2007 – Fury. Wydanie kolekcjonerskie (Mandragora)
- 2008 – Hellblazer. Tom 1: Niebezpieczne nawyki (Egmont)
- 2008 – Hellblazer. Tom 2: Strach i wstręt (Egmont)
- 2009 – Hellblazer. Tom 3: Chora miłość (Egmont)
- 2009 – Hellblazer. Tom 4: Płomień potępienia (Egmont)
- 2010 – Drogi Billy (Mucha Comics)
- 2010 – Hellblazer. Tom 5: Łajdak u piekła bram (Egmont)
- 2010 – Opowieści wojenne. Część 1 (Mucha Comics)
- 2011 – Thor Wikingowie (Mucha Comics)
- 2012 – Opowieści wojenne. Część 2 (Mucha Comics)
- 2013 – Punisher. Witaj ponownie, Frank. Część 1 (Hachette Polska; jako 15 tom Wielkiej Kolekcji Komiksów Marvela)
- 2014 – Punisher. Witaj ponownie, Frank. Część 2 (Hachette Polska; jako 43 tom Wielkiej Kolekcji Komiksów Marvela)
- 2015 – Ghost Rider: Droga ku Potępieniu (Hachette Polska; jako 58 tom Wielkiej Kolekcji Komiksów Marvela)
- 2015 – The Shadow. Cień: W ogniu stworzenia (Planeta Komiksu)
- 2016 – Opowieści frontowe. Tom 1: Nocne wiedźmy (Planeta Komiksu)
- 2016 – Chłopaki. Tom 1: Jak na imię tej grze (Planeta Komiksu)
- 2016 – Chłopaki. Tom 2: Chwalebny plan pięcioletni (Planeta Komiksu)
- 2017 – Chłopaki. Tom 3: Balsam dla duszy (Planeta Komiksu)
- 2017 – Punisher Max. Tom 1 (Egmont)
- 2017 – Chłopaki. Tom 4: Na nas już czas (Planeta Komiksu)
- 2017 – Kaznodzieja. Wyd. zbiorcze tom 1 (Egmont)
- 2017 – Punisher Max. Tom 2 (Egmont)
- 2017 – Kaznodzieja. Wyd. zbiorcze tom 2 (Egmont)
- 2017 – Chłopaki. Tom 5: Herospazm (Planeta Komiksu)
- 2017 – World of Tanks – Roll Out (Merlin Publishing)
- 2017 – Punisher Max. Tom 3 (Egmont)
- 2017 – Chłopaki. Tom 6: Instynkt przetrwania (Planeta Komiksu)
- 2018 – Chłopaki. Tom 7: Niewiniątka (Planeta Komiksu)
- 2018 – Kaznodzieja. Wyd. zbiorcze tom 3 (Egmont)
- 2018 – Kaznodzieja. Wyd. zbiorcze tom 4 (Egmont)
- 2018 – Punisher Max. Tom 4 (Egmont)
- 2018 – Sędzia Dredd – Kompletne Akta 15 (Ongrys) – współautor
- 2019 – Chłopaki. Tom 8: Waleczne serce (Planeta Komiksu)
- 2019 – Kaznodzieja. Wyd. zbiorcze tom 5 (Egmont)
- 2019 – Sędzia Dredd – Kompletne Akta 16 (Ongrys) – współautor
- 2019 – Punisher Max. Tom 5 (Egmont)
- 2019 – Chłopaki. Tom 9: Ostra jazda (Planeta Komiksu)
- 2019 – Kaznodzieja. Wyd. zbiorcze tom 6 (Egmont)
- 2019 – Chłopaki. Tom 10: Rzeźnik, piekarz, żołnierz, szpieg (Planeta Komiksu)
- 2019 – Chłopaki. Tom 11: Ze wzgórz tysięczny runął wojów huf (Planeta Komiksu)
- 2019 – Sędzia Dredd – Kompletne Akta 17 (Ongrys) – współautor
- 2019 – Punisher Max. Tom 7 (Egmont)
- 2020 – Chłopaki. Tom 12: To nie tak miało być (Planeta Komiksu)
- 2020 – Hellblazer. Wyd. zbiorcze tom 1 (Egmont)
- 2020 – Hitman. Wyd. zbiorcze tom 1 (Egmont)
- 2020 – Hellblazer. Wyd. zbiorcze tom 2 (Egmont)
- 2020 – Hitman. Wyd. zbiorcze tom 2 (Egmont)
- 2020 – Hellblazer. Wyd. zbiorcze tom 3 (Egmont)

### Serie zeszytowe
- 2003 – Darkness #1 (Mandragora)
- 2003 – Darkness #2 (Mandragora)
- 2003 – Darkness #3 (Mandragora)
- 2003 – The Punisher #1: Witaj w domu, Frank (Mandragora)
- 2003 – The Punisher #2: Badabum, badabing (Mandragora)
- 2004 – The Punisher #3: Chwyć byka za rogi (Mandragora)
- 2004 – The Punisher #4: Dzika natura (Mandragora)
- 2004 – The Punisher: Born #1 (Mandragora)
- 2004 – The Punisher #5: Bardziej przechlapane (Mandragora)
- 2004 – The Punisher: Born #2 (Mandragora)
- 2004 – The Punisher #6: Raz pod wozem (Mandragora)
- 2004 – The Punisher: Born #3 (Mandragora)
- 2004 – The Punisher #7: Wynieście swoich zmarłych (Mandragora)
- 2004 – The Punisher: Born #4 (Mandragora)
- 2005 – The Punisher #8: Niezbędne środki (Mandragora)
- 2005 – The Punisher #9: Z Rosji, z wyrazami miłości (Mandragora)
- 2005 – Hitman / Lobo: Ten głupi wał! (Mandragora)
- 2005 – The Punisher #10: Wina i kara (Mandragora)
- 2005 – The Punisher #11: Bardzo wolna amerykanka (Mandragora)
- 2005 – The Punisher #12: Dalej, Frank! (Mandragora)
- 2005 – Fury #1: Ostrożnie z tą siekierą, Eugeniuszu... (Mandragora)
- 2006 – Fury #2: Z czasem Apokalipsa (Mandragora)
- 2006 – Fury #3: Ból jest jak opium (Mandragora)
- 2006 – Fury #4: Komu bije dzwon (Mandragora)
- 2006 – Fury #5: Na językach... spustowych (Mandragora)
- 2006 – Fury #6: Człowiek, co kochał wojnę (Mandragora)
- 2006 – Ghost Rider #1: Droga ku potępieniu. Część pierwsza (Mandragora)
- 2006 – Ghost Rider #2: Droga ku potępieniu. Część druga (Mandragora)
- 2006 – Ghost Rider #3: Droga ku potępieniu. Część trzecia (Mandragora)
- 2007 – Ghost Rider #4: Droga ku potępieniu. Część czwarta (Mandragora)
- 2007 – Ghost Rider #5: Droga ku potępieniu. Część piąta (Mandragora)
- 2007 – Ghost Rider #6: Droga ku potępieniu. Część szósta (Mandragora)
- 2009 – Star Wars Komiks #2(6)/2009 (Egmont) – współautor